# Nam Co
Nam Co (tyb. གནམ་མཚོ་, Wylie: gnam mtsho, ZWPY: Nam Co; chiń. upr. 纳木错; chiń. trad. 納木錯; pinyin Nàmù Cuò) – jezioro słone w Tybetańskim Regionie Autonomicznym w Chinach.
Jezioro leży u podnóża gór Nienczen Tangla, na wysokości 4718 m n.p.m., powierzchnia jeziora wynosi 1940 km², co czyni je drugim (po jeziorze Kuku-nor) pod względem wielkości słonym jeziorem Chin. Według najnowszych badań maksymalna głębokość jeziora wynosi 125 m.
W późnym plejstocenie jezioro Nam Co tworzyło razem jeziorem Siling Co jeden zbiornik wodny o powierzchni ok. 28900 km².